# Corts de Traiguera-Les Coves-Sant Mateu
Les Corts de Traiguera-Les Coves-Sant Mateu de 1421, Corts Generals del regne de València, foren convocades per la reina Maria, com a lloctinent general del regne, el dia 18 de març de 1421, a Tortosa estant, per a reunir-se a Traiguera el 15 d'abril. Iniciades les sessions a l'església de Traiguera, la pesta obliga a traslladar la seu, primer a l'església de les Coves, el 30 d'abril, i després, el 5 de juny, al convent de predicadors de Sant Mateu, lloc on finalitzen el 13 del mateix mes.
Aquestes corts són convocades per la reina Maria, mentre Alfons el Magnànim intenta consolidar el seu domini a les illes de Sardenya, Sicília i Còrsega; per aconseguir els diners necessaris per a mantenir l'esforç bèl·lic.
El mateix dia de la sessió inaugural, el 15 d'abril, es reuneix una comissió dels tres braços i dels representants de la reina, per a negociar els termes de la proposició reial, i així evitar que la reina, en el seu discurs, que l'efectua el 17 d'abril, atemptés contra la legislació del regne. En la resta de sessions els temes tractats foren els greuges, el donatiu i la petició de les corts al rei perquè tornàs als seus regnes peninsulars. Respecte als greuges, si en principi els braços decideixen no presentar-los, per a accelerar la negociació del donatiu, en la sessió de l'11 de juny canvien d'opinió, i accepten la seva presentació. Pel que fa al donatiu, s'estableix la mateixa quantitat de les darreres corts, 22.000 lliures (2.775 lliures per a noliejar un vaixell, i la resta dels diners, en monedes de plata i or, que el portaran els tres ambaixadors elegits per les corts), i les discussions se centren en el model de recaptació, optant per les generalitats (a excepció dels articles bàsics de consum), i autoritzant als diputats a carregar censals. El desig de veure el rei a la península es concreta en la petició per a comunicar-se amb les corts d'Aragó i Catalunya, i així enviar una ambaixada conjunta. En la darrera sessió, el 13 de juny, s'aproven unes ordenances sobre la moneda, els representants de les corts en l'ambaixada al rei i els capítols del donatiu.